# Arancedo
Arancedo (auch San Cipriano de Arancedo) ist eines von 8 Parroquias in der Gemeinde El Franco der autonomen Gemeinschaft Asturien in Spanien.

## Geographie
Arancedo ist ein Parroquia mit 198 Einwohnern (2020) und einer Grundfläche von 10,43 km². Arancedo liegt auf 126 m Höhe. Die nächste, größere Ortschaft ist El Franco, der vier Kilometer entfernte Hauptort der gleichnamigen Gemeinde.

### Gewässer in der Parroquia
Der Rio Follaranca, ein Zufluss des Rio Mazo fließt am Arancedo vorbei.

### Verkehrsanbindung
Anbindungen über ein Flugzeug bestehen über die beiden Flughäfen: Oviedo 63,6 km und La Coruña  128,3 km.

## Klima
Angenehm milde Sommer mit ebenfalls milden, selten strengen Wintern. In den Hochlagen können die Winter durchaus streng werden.

## Dörfer und Weiler der Parroquia
- La Andina
- Lebredo
- As Barrosas
- As Casuas
- Gudín
- Pumarios
- Arancedo de Arriba
- Caborcos
- El Pozón
- San Cibrán
- A Casia
- El Llombo
- Follaranca

## Sehenswertes
- Cueva (Höhle) de la Andina
- Castro (Burg/Festung) El Castrón

## Söhne und Töchter
- Enrique Iglesias